# Kindertransport – Die Abreise

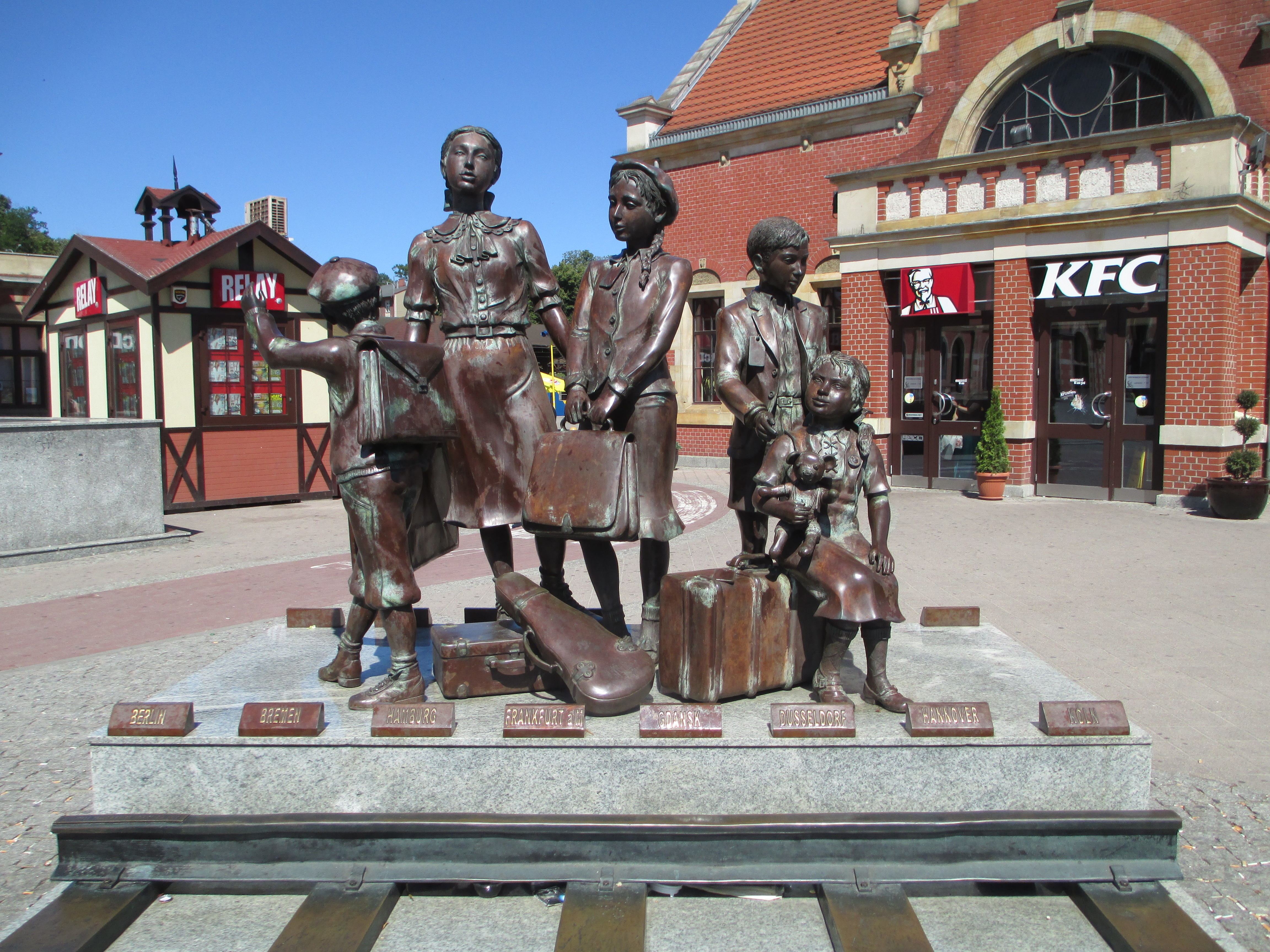
Das Denkmal Kindertransport – Die Abreise von Frank Meisler vor dem Bahnhof Gdańsk Główny

Kindertransport – Die Abreise ist der Titel einer Bronzeskulptur des Bildhauers Frank Meisler.
Die Plastik aus Bronze wurde im Jahr 2009 auf Wunsch des Danziger Bürgermeisters Paweł Adamowicz vor dem Bahnhof Gdańsk Główny aufgestellt und erinnert an die Kindertransporte deutscher jüdischer Kinder, die nach Erlass der Nürnberger Gesetze vermehrter Verfolgung ausgesetzt waren. Sie wurden aus dem Deutschen Reich bzw. aus von diesem bedrohten Ländern über Hoek van Holland nach Großbritannien gebracht und fuhren unter anderem von hier ab.

## Korrespondierende Denkmale
Neben Danzig stehen an weiteren Bahnhöfen der Kindertransporte entsprechende Plastiken von Meisler:
- London: Auf Initiative von Prinz Charles gibt es seit 2006 das Denkmal Kindertransport – Die Ankunft am Bahnhof Liverpool Street Station in London, wo die jüdischen Kinder eintrafen.

- Hamburg: Vor dem Bahnhof Hamburg Dammtor befindet sich seit Mai 2015 das Denkmal Kindertransport – Der letzte Abschied. Es wurde vollständig aus privaten Mitteln finanziert und vom Bürgermeister Olaf Scholz eingeweiht.

- Berlin: Das Denkmal mit dem Titel Züge ins Leben – Züge in den Tod: 1938–1939 wurde 2008 am Bahnhof Berlin Friedrichstraße in Berlin eingeweiht.

- Hoek van Holland: 2011 wurde das Denkmal Kindertransport – Channel Crossing to Life für die geretteten jüdischen Kinder aufgestellt.

Meislers Skulpturengruppen, die inzwischen zur europäischen Route der Kindertransporte wurden, zeigen Gemeinsamkeiten sowie unterschiedliche gestalterische Details.